# Siegfried Müller
Siegfried Friedrich Heinrich Müller (chiamato anche Kongo-Müller; Krosno Odrzańskie, 26 ottobre 1920 – Boksburg, 17 aprile 1983) è stato un militare e mercenario tedesco. 
Müller prestò servizio come Oberleutnant (Primo tenente) nella Wehrmacht durante la seconda guerra mondiale e, dopo essere emigrato nel 1962 in Sudafrica, ottenne il grado di maggiore al comando del gruppo mercenario 5° Commando durante la crisi del Congo. Müller si autodefinì un prussiano, anticomunista e difensore dei valori occidentali. Divenne oggetto di svariati articoli, interviste e documentari televisivi, ed è ricordato come un simbolo controverso del ruolo dell'occidente nel terzo mondo, del militarismo e del neocolonialismo nel mondo germanofono. In particolare, la stampa ufficiale della DDR lo presentò come esempio della corruzione morale della Germania occidentale.

## Biografia

### Gioventù e formazione
Siegfried Friedrich Heinrich Müller nacque il 26 ottobre 1920 a Crossen an der Oder, località allora situata nella Repubblica di Weimar e oggi nota come Krosno Odrzańskie, in Polonia. Proveniva da una famiglia nobile di origini prussiane e orientamento conservatore. Suo padre, veterano della Prima Guerra Mondiale, servì successivamente come tenente colonnello nella Wehrmacht, perdendo la vita durante il servizio nel 1942. Nel 1931, all'età di 11 anni, Müller fu iscritto al Deutsches Jungvolk, il ramo giovanile della Gioventù hitleriana, dove ricoprì il ruolo di caposquadra a partire dal 1934. Vi rimase attivamente impegnato fino al conseguimento del diploma di scuola superiore nel 1938.

### Seconda guerra mondiale
La carriera militare di Müller ebbe inizio con il servizio nel Reichsarbeitsdienst e, successivamente, con l’arruolamento nella Wehrmacht nel 1939. Il suo "battesimo di fuoco" (così da lui definito) avvenne durante l'invasione tedesca della Polonia. Inizialmente prestò servizio come artigliere, ma verso la fine della guerra divenne un anticarrista. Durante la guerra venne insignito della croce di ferro di prima classe. Dopo la capitolazione della Polonia, egli venne spostato sulla Linea Sigfrido, partecipando alla Campagna di Francia. Dopodiché egli trascorse l'intera durata della guerra sul fronte orientale, combattendo contro l'Unione Sovietica, finché non venne gravemente ferito da un proiettile alla spina dorsale, rendendolo temporaneamente menomato e claudicante. Sopravvissuto miracolosamente alla ritirata dalla Prussia Orientale, riuscì a fuggire via mare e trovò rifugio a Francoforte, giungendovi pochi giorni prima dell'occupazione americana. Catturato dalle forze statunitensi, venne internato come prigioniero di guerra e sottoposto a cure mediche da parte dei sanitari americani.

### Dopoguerra
Rilasciato dagli americani nel 1947, Müller lavorò per l'amministrazione militare statunitense nella Germania Ovest. Si arruolò nell'US Army Civilian Labor Group (CLG); poi divenne tenente in un'unità di sicurezza del CLG. Lavorò per l'Amt Blank, ovvero l'istituzione predecessore del Ministero della difesa tedesca, per la preparazione della fondazione di una nuova armata tedesca, addestrando truppe NATO a Parigi. Nonostante ciò nel 1956 gli fu negato l'arruolamento nella Bundeswehr. Esaurita la sua utilità in Europa, nel 1957, Müller riuscì a trovare impiego presso la British Petroleum, che al tempo aveva bisogno di volontari per rimuovere le mine piazzate dall'Afrika Korps e dal Regio Esercito Italiano nel Nordafrica durante la seconda guerra mondiale.

### Crisi del Congo
Nel 1962, Müller si trasferì in Sudafrica con la moglie e la figlia, dove assunse l'incarico di vicedirettore presso un albergo situato a Johannesburg. Durante questo periodo, egli utilizzò la sua posizione per trarre vantaggi personali, appropriandosi di bevande alcoliche di pregio, avendo una predilezione per il consumo di liquori costosi. Dal 1964 a 1965 Müller combatté per il governo congolese di Moise Ciombe sotto la guida del mercenario irlandese Mike Hoare.

#### Contesto

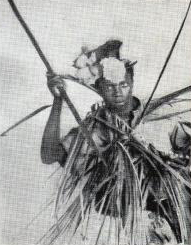
Un ribelle Simba con abiti e armi tradizionali. Scarsamente armati, gli insorti spesso pregavano affinché una protezione magica li potesse rendere invulnerabili contro le pallottole nemiche.

In sostanza nel dicembre 1963, nella provincia di Kwilu della Repubblica Democratica del Congo, scoppiò una ribellione ispirata dai maoisti, inizialmente nata come disputa tribale e successivamente evolutasi in una lotta contro il governo centrale. Questo evento segnò l'inizio di una serie di insurrezioni nel paese. Nel 1964, Moise Ciombe tornò dall'esilio in Spagna, proclamandosi il leader in grado di unificare le fazioni in guerra, e fu nominato Primo Ministro il 6 luglio dello stesso anno. Ad agosto, la ribellione si intensificò, trasformandosi in una vera e propria guerra civile. A capo della cosiddetta rivolta dei Simba capeggiarono alcuni membri fedeli al governo caduto del primo ministro Patrice Lumumba, che era stato ucciso nel 1961 in un complotto belgo-americano. I rivoltosi, sostenuti da sovietici e comunisti cubani, conquistarono Stanleyville il 5 agosto, causando shock e preoccupazione per il governo congolese, il Belgio e gli Stati Uniti. Tuttavia, a differenza delle ribellioni precedenti, le Nazioni Unite e gli Stati Uniti si mostrarono meno inclini a intervenire direttamente. Perciò il governo di Ciombe decise di assumere mercenari per reprimere la ribellione.

#### Inizio delle operazioni e liberazione di Albertville
Le forze guidate dai mercenari arrivarono gradualmente in prima linea a partire dal luglio 1964. Quando Müller fece il suo ingresso in prima linea (il 21 agosto nella città di Kamina), la sua presenza suscitò immediato stupore e ammirazione tra i commilitoni: tale reazione era dovuta non solo alla sua età avanzata per un contesto bellico — aveva allora 44 anni — ma anche dall’alto prestigio conferito dalla Croce di Ferro che ornava la sua uniforme. Questa decorazione, simbolo delle sue imprese durante la Seconda Guerra Mondiale, testimoniava il suo valore e la sua comprovata maestria nell’arte militare. Proprio in virtù della sua esperienza e del prestigio derivante dalla Croce di Ferro, il comandante dei mercenari, Mike Hoare, nominò Müller ufficiale della neonata unità nota come 5° Commando. A soli due giorni dall'arrivo a Kamina, Müller e Hoare presero parte alla loro prima operazione: il salvataggio di alcuni ostaggi europei intrappolati ad Albertville. La missione prevedeva l'attraversamento del lago Tanganica con una squadra composta da 24 uomini distribuiti su tre imbarcazioni d’assalto. Tuttavia, il piano fu ostacolato dall’avaria dei motori di due delle barche, costringendo gli uomini a remare per lunghe ore. Giunti nei pressi della destinazione, il gruppo fu bersagliato dal fuoco dei ribelli armati e fu costretto a ripiegare. Nonostante il fallimento iniziale, Müller e Hoare non si arresero. Riorganizzatisi e riforniti, tentarono nuovamente l’impresa qualche giorno dopo, riuscendo finalmente a liberare gli ostaggi. Per il suo coraggio e la sua capacità di comando, Müller venne promosso al grado di capitano.

#### Liberazione di Boende e i crimini di guerra
La seconda operazione di Müller consistette nel liberare la città di Boende, ma, a causa delle difficili condizioni imposte dalla fitta giungla, fu necessario un cambio di strategia. Il 19 settembre, Müller e le sue truppe si trasferirono a Coquilhatville (oggi Mbandaka), da dove, con un contingente di 60 mercenari bianchi (composto da mercenari europei e volontari sudafricani e rodesiani) e 150 soldati locali, intrapresero un lungo e arduo viaggio di 600 chilometri su strada sterrata verso Boende. La strada verso Boende era circondata da vegetazione impenetrabile e vi erano sporadicamente presenti guerriglieri ribelli. Fu durante questa difficile marcia che Müller si trovò ad affrontare situazioni dalle implicazioni morali estremamente controverse. Egli stesso ammise in un'intervista (nella quale parlò sotto l'effetto di alcolici) di aver partecipato a torture ed omicidi extragiudiziali di prigionieri di guerra, oltre a numerosi crimini di guerra. Nonostante questi eventi controversi, la spedizione iniziale fallì, costringendo Müller a ritirarsi a Mbandaka, dove cominciò a pianificare un secondo attacco.
Mentre si trovava a Mbandaka, Müller attirò l’attenzione di numerosi giornalisti. Tra questi vi fu il reporter tedesco Gerd Heidemann, i cui articoli e fotografie pubblicati sulla rivista Stern contribuirono a far conoscere Müller nella Germania dell’Ovest. Anche il regista italiano Gualtiero Jacopetti lo approcciò con l’intento di includere riprese delle sue truppe mercenarie nel film Africa addio, documentario incentrato sul processo di decolonizzazione del continente africano. Müller venne contattato dall'allora generale Mobuto, spiegandogli che Jacopetti era autorizzato dal Ministero della giustizia a registrare l'occupazione di Boende. Tuttavia, Müller non apparve mai nel film, poiché in quel periodo il comandante Mike Hoare decise di degradarlo. Hoare credeva che Müller parlasse troppo con i giornalisti e che metteva a rischio la segretezza delle operazioni. Inoltre Hoare si era lamentato della scarsa padronanza della lingua inglese da parte di Müller, che in effetti è un vero ostacolo per comandare efficacemente delle truppe. Nonostante la degradazione, Hoare riconobbe la maggiore esperienza di Müller nella regione e gli permise di pianificare il secondo attacco a Boende. Il 22 ottobre, secondo i piani di Müller, Boende fu finalmente liberata.

#### Promozione al grado di maggiore
L’operazione fu condotta con successo, senza alcuna perdita tra i mercenari. Dopo la vittoria, Mike Hoare, nel gennaio del 1965, promosse Müller al grado di maggiore. Tale promozione aveva una duplice finalità: rappresentare un riconoscimento formale per i successi ottenuti, ma anche allontanarlo dalle operazioni sul campo, data la crescente insofferenza di Hoare nei suoi confronti. Müller fu quindi incaricato di gestire la base militare del 5° Commando a Kamina. Presso questa base, Müller sovrintendeva all'addestramento dei nuovi mercenari, che giungevano da diverse parti del mondo occidentale. Qui, le reclute ricevevano la formazione necessaria, insieme alla distribuzione di armi e all’equipaggiamento indispensabile per le missioni sul fronte.

### Termine della carriera e la morte
Nel maggio del 1965, Müller fece ritorno nella sua patria d'elezione, il Sudafrica, dove si dedicò a diverse attività, tra cui la gestione di una società di sicurezza. Durante questo periodo, egli non rinunciò a raccontare le sue esperienze belliche, pubblicando vari lavori. Müller morì il 17 aprile 1983 a Boksburg, un sobborgo di Johannesburg, a causa di un cancro allo stomaco.

## Il "Congo Müller" nei media

### Nella Germania dell'Ovest
Nonostante il suo contributo relativamente modesto e i successi militari meno significativi rispetto a leader mercenari di spicco come Mike Hoare, Bob Denard e Jean Schramme, Siegfried Müller raggiunse un notevole livello di notorietà sia in Germania che all'estero. Questo fu in gran parte attribuibile alla sua inclinazione a posare per i giornalisti, contribuendo a creare un’immagine sensazionalistica del suo personaggio.
La sua fama ebbe inizio con i reportage di Gerd Heidemann e Günter Petry, pubblicati sulla rivista Stern. Una delle immagini più iconiche mostrava la jeep di Müller decorata con un teschio e ossa umane, un simbolo che ricordava il passato militaristico tedesco. Le notizie su Müller, persino nei media considerati seri, erano spesso caratterizzate da esagerazioni e imprecisioni. Gli furono ripetutamente attribuiti presunti legami con le SS, accuse mai comprovate. Il quotidiano Frankfurter Allgemeine Zeitung (FAZ) lo promosse erroneamente al grado di capitano della Wehrmacht, nonostante Müller stesso avesse dichiarato di essere stato solo primo tenente. Anche altre pubblicazioni, come Der Spiegel, contribuirono a diffondere informazioni distorte, presentandolo come il comandante del 5° Commando, che in realtà era subordinato a Mike Hoare. Questi fraintendimenti, uniti alla sua personalità egocentrica e al fascino esercitato sui giornalisti, contribuirono a creare un’immagine che andava ben oltre la reale portata delle sue azioni militari.

### Nella Germania dell'Est

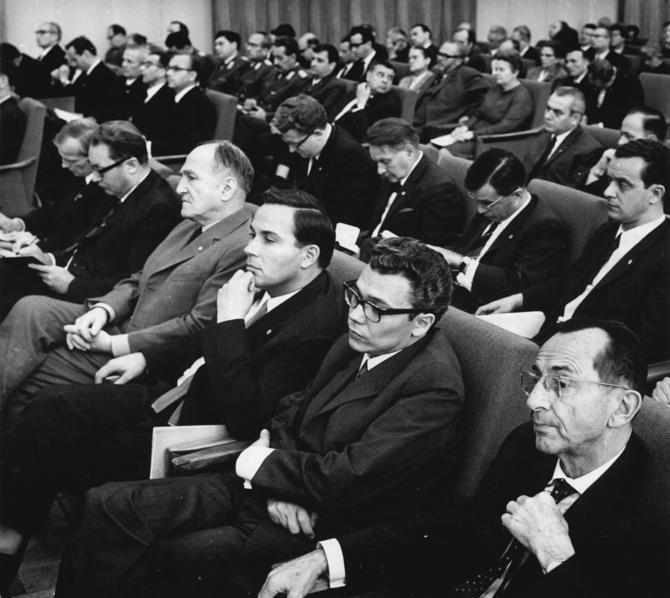
In prima fila da destra verso sinistra: Bruno Apitz, Walter Heynowski, Gerhard Scheumann e Michael Tschesno-Hell ospiti della 13a seduta del Consiglio di Stato della DDR il 18 ottobre 1968.

Nel novembre del 1965, Müller fu intervistato a Monaco di Baviera da Gerhard Scheumann e Walter Heynowski, due registi della Germania dell'Est che riuscirono a scavalcare la Cortina di ferro per intervistare il noto mercenario. Spacciandosi per giornalisti della Germania dell'Ovest, i due iniziarono un lungo interrogatorio durante il quale offrirono generosamente a Müller numerosi bicchieri di Pernod, sfruttando l’alcol per allentare le sue inibizioni. Con il passare del tempo, Müller, progressivamente sempre più ubriaco, rivelò dettagli sorprendenti sulle sue azioni (tra le quali torture ed omicidi extragiudiziali di prigionieri di guerra) e convinzioni, mantenendo tuttavia un sorprendente livello di lucidità e precisione espositiva. Le confessioni vennero successivamente raccolte nel documentario intitolato "Der lachende Mann – Bekenntnisse eines Mörders" (ovvero "L'uomo che ride – Confessioni di un assassino"), che suscitò scandalo per le dichiarazioni di Müller. Il documentario divenne uno strumento propagandistico centrale, con l'intento di evidenziare la brutalità e l'immoralità di figure come Müller, additate come prodotti della società della Germania Federale e delle sue alleanze con i poteri colonialisti e mercenari. Questa narrazione contribuì a consolidare la retorica della Repubblica Democratica Tedesca (DDR), che contrapponeva l’etica socialista al decadimento morale percepito nel blocco occidentale. La figura di Müller fu frequentemente utilizzata dalla narrativa ufficiale della DDR come simbolo della presunta corruzione morale e decadenza etica della Germania Occidentale. Attraverso documentari, articoli e saggi, Müller venne ritratto come l'incarnazione degli eccessi del capitalismo e dell'imperialismo occidentale, un esempio lampante di come l'avidità e la mancanza di scrupoli potessero corrompere l'individuo.